# 배틀필드 2142
《배틀필드 2142》(Battlefield 2142)은 배틀필드 2의 후속작이자 2006년에 발매한 배틀필드 시리즈의 네 번째 작품이다. 배틀필드 시리즈 중 최초의 미래전을 배경으로 한 게임이다. 게임의 방식은 전작과 동일하지만, 배틀필드 2142만의 '타이탄 모드'가 존재한다. 확장팩으로는 부스터팩인 노던 스트라이크가 있다. 요구하는 사양은 2와 별로 차이가 없다. 특이점이라면, 탑승 가능한 장비 중 배가 존재하지 않으며, 병과가 4개로 축소되었다는 점 정도이다.

## 이전 시리즈와의 차이점
실제 전쟁 역사를 바탕으로 제작된 배틀필드 1942와 배틀필드 베트남과는 달리, 2130년대부터 지구에 빙하기가 와서 유럽 연합과, 아시아 연합이 살아남기 위해 전쟁을 벌인다는 가상의 설정을 주제로 하고 있다.

## 게임 방식
정식 방식으로는 컨퀘스트(Conquest), 타이탄""가 있다. 컨퀘스트는 모든 방법을 동원하여 상대방의 거점을 점령, 잔존 병력수(tickets)를 빠르게 소멸하게 만든 다음, 마침내는 바닥 내도록 하여 승리를 얻어내는 방식이다. 공식적으로 순위를 매길 수 있는 게임 방식이다. 타이탄모드는, 각각 대장선인 '타이탄(전투 순양함)'이 EU,PAC 팀에 한 대 씩 있고 서로의 타이탄을 먼저 파괴하는 게임이다. 타이탄은 일반 총이나 폭탄으론 파괴가 불가능하고 지상에 있는 미사일 거점을 점령하여 방어막을 상쇄시켜, 침입하여 핵융합 엔진을 파괴하거나 미사일 거점을 점령하여 지속적인 타격을 통해 파괴하는 방법이 있다.
점수 취득은 협동 플레이를 하도록 유도하게끔 설정되어 있다. 단순히 적을 사살하여 점수를 얻는 기본 점수와 사살, 점령 등으로 아군을 도와 주어서 얻는 어시스트 점수로 나뉜다.

### 병과
배틀필드 2142의 병과는 총 4개가 있으며 기존 2의 병과들을 2개씩 합친 것과 비슷하다.

### 차량
배틀필드 2142에서의 차량 종류는 전차, 장갑차, 수송용 차량 등이 있고 공중에서는 전투기, 헬리콥터가 있다.

## 특징

### 커모 로즈
커모 로즈란 몇 가지 대사가 녹음된 것으로 팀이나 분대에게 빠르게 메시지를 보낼 수 있다는 장점이 있다. 예를 들어 적 탐지나 분대장이 명령을 내릴때 커모 로즈를 사용한다.

### 분대
분대는 군사의 규모 중에서 가장 작은 집단이다. 배틀필드 2142에서는 이 가장 작은 집단만으로도 손발이 얼마나 맞아떨어지냐에 따라 게임의 판도를 뒤집을 수 있다. 예를 든다면, 적의 눈을 피해 다른 지역을 동시 다발적으로 확보하여 상대편의 타켓의 소모속도에 가속도를 붙일 수 있다. 다른 경우로는 반대로 밀리면서 획득한 지역을 모두 빼앗겨 스폰을 할 수 없을 때가 있다. 그러한 상황에서 분대에 들어가 있는 분대원들은 분대장이 심각한 부상 상태에 빠지지 않고 살아있을 경우, 계속하여 그 근처에서 리스폰하여 지역 탈환에 나서 역전을 노릴 수도 있으므로, 분대장의 보호는 매우 중요하다. 더불어 사령관에게 직접적으로 보급, 포격, UAV 요청을 할 수 있다. 특정 플레이어를 초대함으로써 클랜에 소속된 플레이어들만의 분대를 생성할 수도 있다.

### 사령관
지휘관은 전술적으로 아군을 통솔하여 승리로 이끌어야 하는 책임감이 무거운 자리이다. 로켓 포격으로 진격을 늦추거나 막대한 손실을 입히고, 위성 정찰과 UAV를 이용하여 적의 위치를 탐색하거나, 보급품을 투하할 수 있다. (운이 없으면 깔려 죽을 수 있다.) 지휘관으로 임명되어도 구분되는 것은 아니며, 이름표에 별이 붙을 뿐이므로 적의 입장에서는 쉽게 구별하기 어렵다. 지휘관직에 지원하여 임명되는 것은 계급이 높을수록 유리하며, 수락되면 지휘관 모드를 사용할 수 있다. 반대로 임명된 지휘관이 아무것도 하지 않거나 아군을 불리한 상황에 놓이게 할 경우, 투표를 통해 해임시킬 수 있다.

### 랭킹 및 아이템 획득
게임 안에서 조건에 따라 훈장, 기장, 약장을 획득하게 된다. 간단히 딸 수 있는 것부터 많은 시간을 들어야만 딸 수 있는 것까지 가지각색이며, 획득의 결과에 따라 해당 플레이어의 실력을 간접적으로 보여주는 것이라 볼 수 있다. 이 모든 것은 정식 랭킹 서버에서만 할 수 있다. 자신의 전적은 전투 본부(BFHQ)에서 확인할 수 있다.

## 부스터팩
부스터팩은 일정 금액을 지불하고 제공받는 선불 코드를 입력하여 인증되면, 온라인 상에서 내려받아 파일을 게임에 추가하는 일종의 애드온(Add-on) 방식의 확장팩이다.
공개된 부스팩은 노던 스트라이크가 있으며, 새로운 맵과 무기, 탑승 가능한 장비들이 추가되었다.

## 최대 위기
배틀필드2,2142를 포함하여 GameSPY를 통해 멀티플레이를 하는 게임은, 5월 31일 자로 GameSPY 서버를 닫는다고 선언함에 따라 별도의 패치가 없는 이상 멀티플레이가 종료될 위기이다.

## 평가
| 통합 점수  | 통합 점수 |
| 통합사     | 점수      |
| ---------- | --------- |
| 메타크리틱 | 80/100    |
| 평론 점수  |           |
| 평론사     | 점수      |
| 게임스팟   | 8.1       |
| IGN        | 8.4       |

| 위키데이터에서 편집하기 |
| ----------------------- |

## 같이 보기
- 워록
- 배틀필드 온라인